# Bertalan Bicskei
Bertalan Bicskei (ur. 17 września 1944 w Budapeszcie, zm. 16 lipca 2011) – węgierski piłkarz grający na pozycji bramkarza. W swojej karierze rozegrał 1 mecz w reprezentacji Węgier.

## Kariera klubowa
Swoją karierę piłkarską Bicskei rozpoczął w klubie Veszprémi Haladás. Grał w nim w latach 1962–1964. Następnie odszedł do Honvédu Budapeszt. W sezonie 1966 zadebiutował w jego barwach w rozgrywkach pierwszej ligi węgierskiej. Od 1967 roku był podstawowym bramkarzem Honvédu, jednak nie odniósł z tym klubem znaczących sukcesów. Latem 1974 roku przeszedł do innego klubu z Budapesztu, MTK Budapeszt. W sezonie 1975/1976 wystąpił w finale Pucharu Węgier, przegranym z Ferencvárosi TC 0:1. W 1976 roku zakończył karierę.
| Sezon   | Klub              | Kraj  | Rozgrywki | Mecze | Bramki |
| ------- | ----------------- | ----- | --------- | ----- | ------ |
| 1962/63 | Veszprémi Haladás | Węgry | NB II     | ?     | ?      |
| 1963/64 | Veszprémi Haladás | Węgry | NB II     | ?     | ?      |
| 1964/65 | Veszprémi Haladás | Węgry | NB II     | ?     | ?      |
| 1965    | Budapest Honvéd   | Węgry | NB I      | 0     | 0      |
| 1966    | Budapest Honvéd   | Węgry | NB I      | 9     | 0      |
| 1967    | Budapest Honvéd   | Węgry | NB I      | 19    | 0      |
| 1968    | Budapest Honvéd   | Węgry | NB I      | 30    | 0      |
| 1969    | Budapest Honvéd   | Węgry | NB I      | 25    | 0      |
| 1970/71 | Budapest Honvéd   | Węgry | NB I      | 39    | 0      |
| 1971/72 | Budapest Honvéd   | Węgry | NB I      | 27    | 0      |
| 1972/73 | Budapest Honvéd   | Węgry | NB I      | 30    | 1      |
| 1973/74 | Budapest Honvéd   | Węgry | NB I      | 19    | 0      |
| 1974/75 | MTK Budapeszt     | Węgry | NB I      | 27    | 0      |
| 1975/76 | MTK-VM Budapeszt  | Węgry | NB I      | 15    | 0      |

## Kariera reprezentacyjna
W reprezentacji Węgier Bicskei zadebiutował 13 czerwca 1973 roku w zremisowanym 3:3 meczu eliminacji do MŚ 1974 ze Szwecją, rozegranym w Budapeszcie. Był to jego jedyny mecz w kadrze narodowej. Był w kadrze reprezentacji na igrzyskach olimpijskich w 1968 w Meksyku, gdzie drużyna Węgier zdobyła złoty medal, ale nie wystąpił w żadnym spotkaniu. 
| Mecze i gole w reprezentacji | Mecze i gole w reprezentacji | Mecze i gole w reprezentacji | Mecze i gole w reprezentacji | Mecze i gole w reprezentacji | Mecze i gole w reprezentacji | Mecze i gole w reprezentacji |
| #                            | Data                         | Stadion                      | Rywal                        | Wynik                        | Gol                          | Rozgrywki                    |
| 1973                         | 1973                         | 1973                         | 1973                         | 1973                         | 1973                         | 1973                         |
| ---------------------------- | ---------------------------- | ---------------------------- | ---------------------------- | ---------------------------- | ---------------------------- | ---------------------------- |
| 1.                           | 13.06.1973                   | Budapeszt, Węgry             | Szwecja                      | 3:3                          | 0                            | el. MŚ 1974                  |

## Kariera trenerska
Po zakończeniu kariery piłkarskiej Bicskei został trenerem. Swoją pracę trenerską rozpoczął w Magyar Labdarúgó Szövetség. W 1984 roku wywalczył z reprezentacją Węgier U-18 mistrzostwo Europy na Mistrzostwach Europy w Moskwie. Następnie został zatrudniony w Honvédzie Budapeszt, w którym pracował w latach 1987–1988. Doprowadził go do wywalczenia mistrzostwa Węgier. Z kolei w 1989 był selekcjonerem dorosłej reprezentacji Węgier.
W kolejnych latach Bicskei prowadził: południowokoreański Daewoo Royals, szwajcarski FC Luzern, egipski El-Masry, MTK Budapeszt, saudyjski Al-Riyadh SC oraz Kispest-Honvéd Budapeszt.
W latach 1998–2001 Bicskei ponownie był selekcjonerem narodowej reprezentacji Węgier. Prowadził ją w eliminacjach do Euro 2000 oraz do MŚ 2002.
Po zakończeniu pracy w reprezentacji Węgier Bicskei pracował w: malezyjskim Senjangu, Videotonie FC, El-Masry, reprezentacji Malezji, Újpeście Budapeszt, ponownie w El-Masry i w reprezentacji Liberii.